# Стэмкос, Стивен
Сти́вен Кри́стофер Стэ́мкос (англ. Steven Christopher Stamkos; род. 7 февраля 1990, Маркем, Онтарио) — канадский хоккеист, центральный нападающий клуба Национальной хоккейной лиги (НХЛ) «Нэшвилл Предаторз». Уже во втором своем сезоне в НХЛ забросил 51 шайбу и вместе с Сидни Кросби стал лучшим снайпером регулярного чемпионата, а в сезоне 2011/2012 смог забросить 60  шайб. Двукратный обладатель Кубка Стэнли (2020, 2021). Занимает третье место по заброшенным шайбам за карьеру в НХЛ среди всех действующих хоккеистов (после Александра Овечкина и Сидни Кросби) и входит в топ-25 в истории лиги.

## Биография
Стивен Стэмкос родился 7 февраля 1990 года в Маркеме, Канада. В его роду были шотландцы и македонцы. Вырос в канадском Юнионвилле, где играл за клуб «Маркэм Ваксерс». Прежде чем попасть на драфт ОХЛ, Стэмкос отучился в католической средней школе Брата Андре в Маркеме.

### НХЛ
Стэмкос был выбран под общим 1-м номером на драфте Хоккейной лиги Онтарио в 2006-м из клуба «Маркэм Ваксерс» Малой хоккейной ассоциации. После успешной карьеры в команде «Сарния Стинг» (Sarnia Sting) из ОХЛ, Стэмкос попал в 2008-м на драфт НХЛ, где в первом раунде его отобрали в хоккейный клуб «Тампа-Бэй Лайтнинг». Контракт базового уровня с «Тампа-Бэй» хоккеист подписал 29-го июля 2008 года.
Первое очко в сезоне 2008/09 Стэмкос заработал в восьмой игре, выступая в матче против «Торонто Мейпл Лифс» из его родного города. Свою первую шайбу Стивен забил в следующей игре против «Баффало Сейбрз». 17 феврале 2009 года, вскоре после 19-летия, хоккеисту удалось сделать свой первый хет-трик в карьере НХЛ — в игре против «Чикаго Блэкхокс» в ворота Кристобаля Юэ (3:5).
Хотя Стэмкос подвергался критике за недостаточную результативность в первой половине сезона, когда он выходил на лёд иногда всего лишь на десять минут, сезон 2008—2009 он закончил как перспективный игрок — с 19 очками в последних 20 играх.
В сезоне 2009/10 Стэмкос показал отличную результативность, преодолев отметку 50 голов. Играя большую часть сезона в связке с Мартеном Сан-Луи и Стивом Дауни, он соперничал за звание лучшего снайпера с Александром Овечкиным и Сидни Кросби. Забросив шайбу в пустые ворота на последней минуте последней игры сезона, Стивен смог догнать Кросби и с результатом 51 гол разделил 1-е место, получив свой первый «Морис Ришар Трофи». В свои 20 лет Стэмкос стал третьим из самых молодых игроков, забивших 50 голов в сезоне вслед за Уэйном Гретцки и Джимми Карсоном. В споре бомбардиров Стэмкос с 95 очками (51+44) занял пятое место после Хенрика Седина, Александра Овечкина, Сидни Кросби и Никласа Бекстрёма.

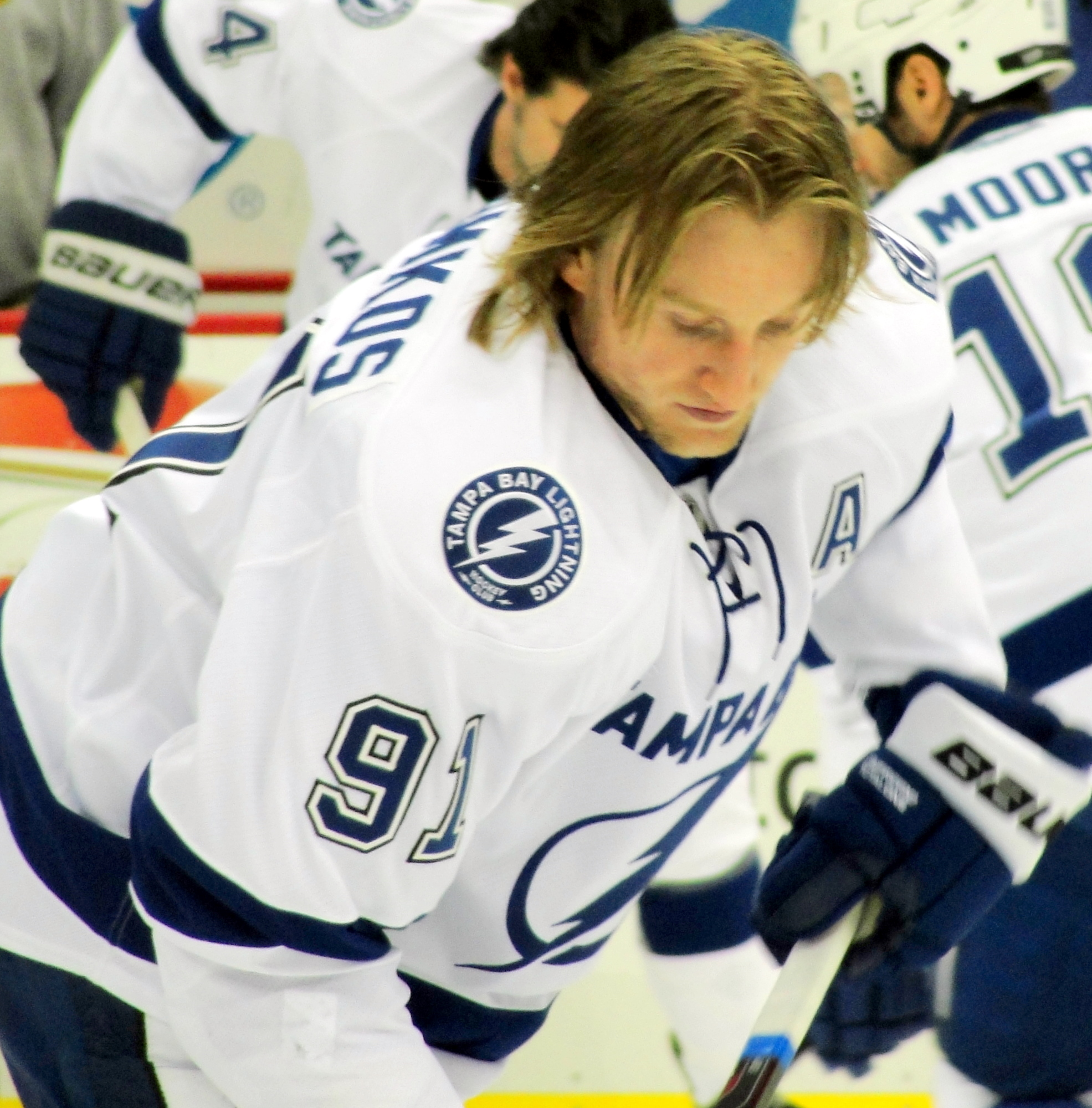
Стивен Стэмкос в сезоне 2011/12

Сезон 2010/11 Стэмкос начал, забив 19 голов в первых 19 матчах, чем вызвал в СМИ предположения о возможности достижения им элитного результата 50 голов за 50 игр, покорявшегося лишь пятерым хоккеистам в истории. 20 декабря 2010 года он забил свой 26-й гол в сезоне и 100-й в карьере. Однако во второй половине сезона Стэмкос снизил результативность и закончил чемпионат с 45 голами (второе место среди снайперов вслед за Кори Перри из «Анахайм Дакс») и 91 баллом (45+46, пятое место в списке бомбардиров второй год подряд). В плей-офф «Тампа-Бэй» дошла до финала Восточной конференции, уступив «Бостон Брюинз» в решающем седьмом матче. Стэмкос набрал в 18 матчах плей-офф 13 очков (6+7).
1 июля 2011 года Стэмкос стал ограниченно свободным агентом, через 18 дней он вновь подписал с «Тампой» пятилетний контракт на $ 37,5 млн.
13 марта 2012 Стэмкос забил свой 50-й гол в сезоне 2011/12 и стал шестым игроком в истории НХЛ, дважды забившим более 50 шайб за сезон до достижения 23 лет. Затем 26 марта в игре с «Филадельфией» он забил свой 53-й гол, превзойдя командный рекорд Венсана Лекавалье, установленный в сезоне 2006/07. Пять дней спустя Стэмкос побил рекорд регулярного чемпионата НХЛ, забив пятый гол в овертаймах.
В заключительный день чемпионата забил свой 60-й гол, став 20-м игроком в истории и вторым игроком за последние 15 лет, которому покорился этот результат. Стэмкос завоевал свой второй «Морис Ришар Трофи», на 10 шайб опередив Евгения Малкина. В споре бомбардиров он набрал 97 очков (60+37), заняв второе место после Малкина. Стэмкос был номинирован на «Харт Мемориал Трофи» вместе с Малкиным и Хенриком Лундквистом, приз в итоге достался Малкину.
В сокращённом из-за локаута сезоне 2012/13 Стэмкос стал лучшим игроком февраля. 18 марта 2012 года он забил свой 200-й гол в карьере. Стивен закончил сезон с 29 голами, заняв второе место после Овечкина, опередившего его на 3 шайбы. Сделав 28 передач, он набрал 57 очков в 48 играх, показав второй результат после своего одноклубника Мартена Сан-Луи, от которого он отстал также на 3 очка.

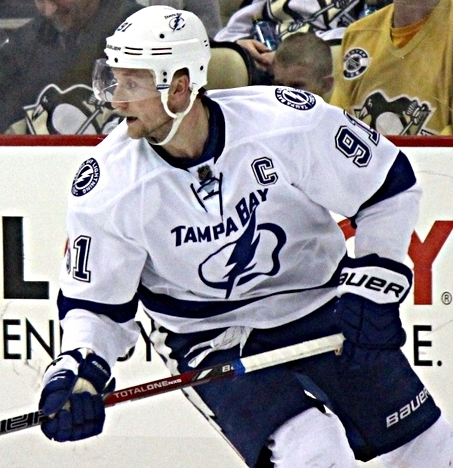
2014 год

Сезон 2013/14 Стэмкос вновь начал результативно. В 17 матчах он забил 14 шайб и сделал 9 голевых передач. Среди снайперов он делил первое место с Александром Стином из «Сент-Луис Блюз», в гонке бомбардиров с 23 очками также делил первую строчку с Сидни Кросби. 11 ноября 2013 года в матче с «Бостоном» Стивен врезался в стойку ворот и сломал большую берцовую кость. Он дважды пытался подняться на ноги, но в итоге был унесён с поля на носилках. 12 ноября в Бостоне ему была сделана успешная операция. Вернулся на лёд Стэмкос 6 марта в матче с «Баффало» (1:3). В тот же день он был представлен в качестве нового капитана «молний» после обмена Мартена Сан-Луи в «Нью-Йорк Рейнджерс».
Сезон 2014/15 сложился удачно для Стэмкоса. Он сыграл все матчи команды в регулярном чемпионате, забросив 43 гола. Больше Стэмкоса в регулярном чемпионате забросил лишь Александр Овечкин (53 шайбы). 9 декабря в матче с «Вашингтон Кэпиталз» (3:5) забросил свою 250-ю шайбу в карьере в НХЛ. В плей-офф вместе с «Тампой» завоевал «Приз принца Уэльского», но в финале «Тампа» уступила «Чикаго Блэкхокс» (2-4 в серии).
В следующем сезоне в матче с «Бостон Брюинз», забив гол в большинстве, набрал свое 500-е очко в карьере. Стэмкос стал лишь третьим игроком в истории «Тампы», кто набрал 500 очков за клуб в регулярном чемпионате, после Мартена Сан-Луи и Венсана Лекавалье. 2 апреля у Стэмкоса был обнаружен тромб. В результате Стивен пропустил конец регулярного чемпионата и почти все игры плей-офф, вернувшись на лёд лишь в 7-м матче финала Восточной конференции против «Питтсбург Пингвинз», но «болтс» уступили в матче (1:2) и серии (3-4).
29 июня 2016 года Стэмкос подписал с «Тампой» новый контракт сроком на 8 лет на общую сумму $68 млн. 15 ноября 2016 года получил травму в матче против «Детройт Ред Уингз» и покинул лёд. Позже у игрока была диагностирована травма мениска. В результате в сезоне 2016/17 Стивен больше не сыграл, а «Тампа» впервые за 4 года не попала в плей-офф.
Сезон 2017/18, восстановившись от травмы, Стэмкос в звене с Кучеровым и Наместниковым начал ударно, набрав в первых 11 матчах сезона 21 очко (4+17) и повторив командный рекорд Сан-Луи по продолжительности результативной серии с начала сезона. Также Стивен был признан первой звездой октября, набрав в 13 встречах 24 очка (6+18).
В 2020 и 2021 годах в составе «молний» два раза подряд стал обладателем Кубка Стэнли, при этом за весь плей-офф Кубка Стэнли 2021 года он заработал 18 очков.
29 апреля 2022 года Стэмкос сделал свой 10-й в карьере хет-трик в НХЛ в матче против «Айлендерс» (6:4). В каждой из шайб ассистентом был левый крайний Ондржей Палат. Для Стэмкоса этот хет-трик стал первым с декабря 2018 года. В сезоне 2021/22 впервые в карьере преодолел отметку 100 набранных очков в регулярном сезоне — за 81 матч Стэмкос отметился 106 очками (42+64). 64 результативные передачи также стали рекордом для Стэмкоса.
1 декабря 2022 года набрал своё 1000-е очко в регулярных сезонах НХЛ (494+506), став 95-м хоккеистом (и девятым действующим), достигшим этой отметки. Для этого Стэмкосу потребовалось 945 матчей. При этом Стэмкос стал первым хоккеистом, набравшим 1000 очков в составе «Лайтнинг». 18 января 2023 года отметился хет-триком (11-м в карьере) в матче против «Ванкувер Кэнакс» (5:2), став 47-м игроком в истории НХЛ (и третьим действующим), забросившим 500 шайб в матчах регулярных сезонов. Для этого Стэмкосу понадобилось 965 матчей. Стэмкос стал первым хоккеистом, родившимся в 1990-е годы, забросившим 500 шайб.
6 апреля 2023 года игра с «Нью-Йорк Айлендерс» стала 1000-м матчем в карьере в НХЛ. Стэмкос стал вторым игроком в истории клуба,достигшим этой отметки после Лекавалье.
14 декабря 2023 года забросил 4 шайбы в ворота «Эдмонтон Ойлерз» (7:4), трижды отличившись в третьем периоде. Это был 12-й хет-трик Стэмкоса в НХЛ, при этом он впервые забросил более 3 шайб за матч. 4 апреля 2024 года забросил 2 шайбы в ворота «Монреаля» и вошёл в топ-30 лучших снайперов в истории НХЛ — 549 шайб в 1076 матчах. При этом Стэмкос один из 9 хоккеистов в топ-30 со средней результативностью более 0,5 шайбы за матч. 9 апреля сделал хет-трик в ворота «Коламбуса» (5:2). Этой был 13-й хет-трик Стэмкоса в НХЛ, впервые с сезона 2013/14 он сделал более одного хет-трика за сезон. В сезоне 2023/24 набрал 81 очко (40+41) в 79 матчах. Стэмкос 7-й раз в карьере забросил не менее 40 шайб за сезон и 8-й раз набрал не менее 80 очков. В плей-офф Стэмкос набрал 6 очков (5+1) в 5 матчах, а «Тампа» проиграла в первом раунде «Флориде» (1-4). Пятая шайба стала для Стэмкоса 50-й в матчах плей-офф, а пятое набранное очков стало 100-м в плей-офф.
Всего сыграл за «Лайтнинг» в НХЛ 1082 матча и набрал 1137 очков (555+582). В плей-офф сыграл 128 матчей и набрал 100 очков (50+50).
1 июля 2024 года, будучи неограниченно свободным агентом, подписал четырёхлетний контракт с «Нэшвилл Предаторз» на общую сумму 32 млн долларов. 19 октября 2024 года набрал первое очко за «Предаторз», забросив шайбу в ворота «Детройта» (2:5). 8 марта 2025 года сделал хет-трик в ворота «Чикаго Блэкхокс», забросив победную шайбу в овертайме (3:2). 8 апреля набрал 4 очка (2+2) в игре против «Айлендерс» (7:6 ОТ). Всего в сезоне 2024/25 провёл 82 матча и набрал 53 очка (27+26) при показателе полезности -36.

### Международная карьера
Стэмкос выступал в составе сборной Канады на чемпионате мира по хоккею среди юниоров 2007 года и стал лучшим бомбардиром своей команды, набрав в 6 матчах 10 очков (2+8). На молодёжном чемпионате мира 2008 года он вместе с командой завоевал золото. В 2009, после первого своего сезона в НХЛ, 19-летний Стэмкос вошёл уже в состав первой сборной и выступил на чемпионате мира в Швейцарии. Сборная Канады завоевала серебряные медали, а сам Стэмкос набрал 11 очков (7+4) и вошёл в символическую сборную турнира вместе со своим партнёром по «Тампа-Бэй Лайтнинг» Мартеном Сан-Луи.
Выступал также на чемпионатах мира 2010 и 2013 годов.
Первоначально также был заявлен в состав сборной Канады для участия в Олимпийских играх 2014 года, однако из-за травмы, полученной 11 ноября 2013 года, был вынужден пропустить Олимпиаду.
В составе Канады стал победителем Кубка мира 2016 года, сыграв во всех 6 встречах турнира и набрав 2 очка (1+1).

## Вне хоккея
30 июня 2017 года Стэмкос женился на своей давней подруге Сандре Порцио. Свадебная церемония прошла в Торонто, на ней присутствовали несколько бывших и действующих одноклубников хоккеиста.
У Стивена Стэмкоса есть несколько спонсоров, включая его соглашение с корпорацией Nike, подробности которого не раскрываются. Стэмкос снялся в онлайн-ролике Nike, названном Forget Everything, выход которого совпал по времени с первой игрой Стивена в его родном городе (28 октября 2008 года). Также в числе спонсоров канадца обозначен швейцарский часовой бренд Tissot.

## Статистика
| Легенда | Легенда                    | Легенда | Легенда                   | Легенда | Легенда    |
| ------- | -------------------------- | ------- | ------------------------- | ------- | ---------- |
| И       | Количество проведённых игр | Штр     | Штрафное время            | +/−     | Плюс-минус |
| Г       | Голы                       | П       | Голевые передачи          | О       | Очки       |
| -       | Статистика неизвестна      | —       | Статистика не учитывалась |         |            |

## Достижения
| Год                    | Команда            | Достижение                             | Достижение |
| ---------------------- | ------------------ | -------------------------------------- | ---------- |
| НХЛ                    |                    |                                        |            |
| 2015, 2020, 2021, 2022 | Тампа-Бэй Лайтнинг | Обладатель Приза принца Уэльского (4)  |            |
| 2019                   | Тампа-Бэй Лайтнинг | Обладатель Президентского Кубка        |            |
| 2020, 2021             | Тампа-Бэй Лайтнинг | Обладатель Кубка Стэнли (2)            |            |
| Международные          |                    |                                        |            |
| 2008                   | Канада (мол.)      | Победитель молодёжного чемпионата мира |            |
| 2009                   | Канада             | Серебряный призёр чемпионата мира      |            |
| 2016                   | Канада             | Обладатель Кубка мира                  |            |

| Год                                | Команда            | Достижение                                                | Достижение |
| ---------------------------------- | ------------------ | --------------------------------------------------------- | ---------- |
| Клубные                            |                    |                                                           |            |
| 2006                               | Сарния Стинг       | Обладатель «Джек Фергюсон Эворд»                          |            |
| 2007                               | Сарния Стинг       | Обладатель «Бобби Смит Трофи»                             |            |
| 2007                               | Сарния Стинг       | Попадание во вторую Сборную новичков OHL                  |            |
| 2008                               | Сарния Стинг       | Участник Матча всех звёзд CHL                             |            |
| 2008                               | Сарния Стинг       | Попадание во вторую Сборную всех звёзд OHL                |            |
| 2008                               | Сарния Стинг       | Обладатель «Лучший драфт-проспект CHL»                    |            |
| 2008                               | Сарния Стинг       | Попадание в первую Сборную всех звёзд CHL                 |            |
| 2009                               | Тампа-Бэй Лайтнинг | Участник Матча молодых звёзд НХЛ                          |            |
| 2010, 2012                         | Тампа-Бэй Лайтнинг | Обладатель «Морис Ришар Трофи» (2)                        |            |
| 2011, 2012                         | Тампа-Бэй Лайтнинг | Попадание во вторую Сборную всех звёзд НХЛ (2)            |            |
| 2011, 2012, 2015, 2016, 2018, 2019 | Тампа-Бэй Лайтнинг | Участник Матча всех звёзд НХЛ (6)                         |            |
| 2023                               | Тампа-Бэй Лайтнинг | Обладатель Приза Марка Мессье                             |            |
| Международные                      |                    |                                                           |            |
| 2007                               | Канада (юниор.)    | Лучший ассистент юниорского чемпионата мира               |            |
| 2007                               | Канада (юниор.)    | Попадание в Сборную всех звёзд юниорского чемпионата мира |            |
| 2009                               | Канада             | Попадание в Сборную всех звёзд чемпионата мира            |            |

## Рекорды и статистические показатели

### НХЛ
- Наибольшее количество голов в овертайме в одном сезоне — 5  (2011/12)

### «Тампа-Бэй Лайтнинг»
- Наибольшее количество очков в регулярных чемпионатах — 1137 (555+582)
- Наибольшее количество голов в регулярных чемпионатах — 555
- Наибольшее количество матчей в регулярных чемпионатах — 1082
- Наибольшее количество голов в большинстве в регулярных чемпионатах — 214
- Наибольшее количество победных голов в регулярных чемпионатах — 85
- Наибольшее количество голов в одном сезоне — 60  (2011/12)